# Lucius Aemilius Carus (Konsul 144)
Lucius Aemilius Carus (vollständige Namensform Lucius Aemilius Luci filius Camilia Carus) war ein im 2. Jahrhundert n. Chr. lebender römischer Politiker. Durch eine Inschrift sind einzelne Stationen seiner Laufbahn bekannt, die er in der ersten Hälfte des 2. Jahrhunderts absolvierte. Seine Laufbahn ist in der Inschrift als cursus inversus, das heißt in absteigender Reihenfolge wiedergegeben. In einem Militärdiplom und in der Inschrift wird sein Name als Lucius Aemilius Karus angegeben.
Carus war zunächst als Xvir stlitibus iudicandis Richter an einem Zivilgericht. Danach leistete er seinen Militärdienst, vermutlich ab 121/122 (bzw. in der Mitte der 120er Jahre), als Tribunus militum zunächst in der Legio VIIII Hispana, die zu diesem Zeitpunkt wahrscheinlich in der Provinz Britannia stationiert war und dann in der Legio VIII Augusta, die ihr Hauptlager in Argentoratum in der Provinz Germania superior hatte. Im Anschluss wurde er von Hadrian (117–138) als Quaestor gewählt. Nach der Quaestur wurde er Volkstribun sowie Praetor.
Als nächste Stufe in seiner Karriere übernahm er um 136 bis 138 als Legatus legionis das Kommando über die Legio XXX Ulpia Victrix, die ihr Hauptlager in Vetera in der Provinz Germania inferior hatte; er ist durch zwei weitere Inschriften in der Provinz belegt. Danach war er um 138 bis 141 in Italien curator viae Flaminiae und im Anschluss Statthalter (Legatus Augusti pro praetore) in der Provinz Arabia, wo er durch eine Inschrift und ein Militärdiplom belegt ist; durch das Diplom ist nachgewiesen, dass er dieses Amt 142 ausübte. Er dürfte sich als Statthalter wahrscheinlich von 141 bis 144 in Arabia aufgehalten haben.
Im Jahr 144 wurde er zusammen mit Quintus Egrilius Plarianus Suffektkonsul; dies ist durch Diplome, die auf den 19. März 144 datiert sind, belegt. Nach seinem Konsulat war er zunächst censitor provinciae Lugdunensis und danach Statthalter in der Provinz Cappadocia; das letzte Amt übte er wahrscheinlich von 148/149 bis 150/151 aus.
Zu unbestimmten Zeitpunkten wurde Carus in zwei Priesterkollegien aufgenommen: er wurde sowohl sodalis Flavialis als auch XVvir sacris faciundis. Sein gleichnamiger Sohn, Lucius Aemilius Carus war um 173/175 Statthalter der Provinz Tres Daciae. Carus war in der Tribus Camilia eingeschrieben. Die Inschrift mit seinem Lebenslauf wurde ihm zu Ehren von Gaius Iulius Erucianus Crispus, einem Präfekten der Ala I Ulpia Dacorum errichtet.